# Аль-Хасан ибн Али (Зирид)
Аль-Хасан ибн Али (араб. حسن بن علي‎; 1109 — 1167) — последний правитель государства Зиридов в Ифрикии (1121—1148).

## Биография
Был сыном амира Али ибн Яхьи, его отец умер, когда он был ещё мальчиком. После смерти отца стал правителем государства, которое в то время уже ослабело из-за многих войн. В правление Хасана ибн Али эмират вёл неудачные войны с Королевством Сицилия, в ходе которых были потеряны Джерба (1135), Триполи (1147) и Махдия (1148).
Неспособный защитить государство, Хасан бежал в Алжир к Хаммадидам, где проживал до 1152 года. В этом же году правитель Альмохадов Абд аль-Мумин захватил владения Хаммадидов и присоединил их к своему государству. Хасан был привезён в Марракеш, где уговаривал Альмохадов помочь ему в отвоевании Ифрикии.
В 1160 году в союзе с Альмохадами Махдия была отвоёвана и возвращена Хасану, который стал её наместником. После смерти аль-Мумина он был вызван в Марракеш, но по дороге заболел и умер.